# Desintegració β

Diagrama de Feynman de la desintegració β^{-}. En la figura, un dels tres quarks de l'esquerra (quark d, en blau) emet un bosó W^{-} i passa a ser un quark u. El bosó emès (W^{-}) es desintegra en un antineutrí i un electró.

La desintegració β, decaïment β o emissió β és un procés pel qual un nucli atòmic es transforma en un altre nucli atòmic mitjançant l'emissió o la captura d'una partícula β (un electró o un positró) i l'emissió d'un antineutrí electrònic o un neutrí electrònic, per efecte de la interacció feble. L'equació general és:{\displaystyle _{Z}^{A}X_{N}\quad \longrightarrow \quad _{Z\pm 1}^{A}Y_{N\mp 1}+e^{\mp }+{\binom {{\bar {\nu }}_{e}}{\nu _{e}}}}On:
- {\displaystyle X,Y}: nuclis pare i fill, respectivament.
- {\displaystyle Z,N} i {\displaystyle A}: nombre de protons (nombre atòmic), nombre de neutrons i nombre de nucleons (nombre màssic), respectivament.
- {\displaystyle e^{-}} i {\displaystyle e^{+}}: electró i positró.
- {\displaystyle \nu _{e}} i {\displaystyle {\bar {\nu }}_{e}}: neutrí electrònic i antineutrí electrònic.

La desintegració beta, β, inclou tres tipus de desintegracions, la β–, la β+ i la β inversa:

Desintegració β–.
Desintegració β+.
Desintegració β inversa.

1. Desintegració β–, a vegades anomenada desintegració neutrònica: un neutró es transforma en un protó, un electró i un antineutrí electrònic segons l'equació: {\displaystyle \mathrm {n} \rightarrow \mathrm {p} +\mathrm {e} ^{-}+{\bar {\nu }}_{e}}. El nucli atòmic pare X es transforma en un nucli atòmic fill Y del mateix nombre màssic A (nuclis isòbars) i un nombre atòmic Z una unitat superior (Z + 1). Per exemple: {\displaystyle \mathrm {{}^{1}{}_{55}^{37}Cs} \rightarrow \mathrm {{}^{1}{}_{56}^{37}Ba} +\mathrm {e} ^{-}+{\bar {\nu }}_{e}}
2. Desintegració β+: un protó es transforma en un neutró, un positró i un neutrí electrònic segons l'equació: {\displaystyle \mathrm {p} \rightarrow \mathrm {n} +\mathrm {e} ^{+}+{\nu }_{e}}. El nucli atòmic pare X es transforma en un nucli atòmic fill Y del mateix nombre màssic A (nuclis isòbars) i un nombre atòmic Z una unitat inferior (Z – 1). Per exemple: {\displaystyle \mathrm {~_{11}^{22}Na} \rightarrow \mathrm {~_{10}^{22}Ne} +\mathrm {e} ^{+}+{\nu }_{e}}. El positró generat en aquesta reacció viatjarà a través del nigul d'electrons que envolta el nucli atòmic i es combinarà amb un d'aquests electrons provocant la seva aniquilació mútua i la producció de dos fotons, cadascun d'energia de mec² = 511 keV, emesos en direccions oposades per conservar el moment lineal.[2]
3. Captura electrònica o desintegració β inversa: un nucli pare pot capturar un dels seus propis electrons orbitals i emetre un neutrí. Aquest és un procés que competeix amb l'emissió de positrons, i té el mateix efecte sobre el nombre atòmic, disminueix en una unitat. Més comunament es tracta d'un electró de la capa K, la més propera al nucli, que és capturat, i per això és referit com a captura K. L'equació general és: {\displaystyle \mathrm {p} +\mathrm {e} ^{-}\rightarrow \mathrm {n} +{\nu }_{e}}. Un exemple típic és el del decaïment del beril·li 7: {\displaystyle \mathrm {~_{4}^{7}Be} \rightarrow \mathrm {~_{3}^{7}Li} +{\nu }_{e}}.[3]

## Història

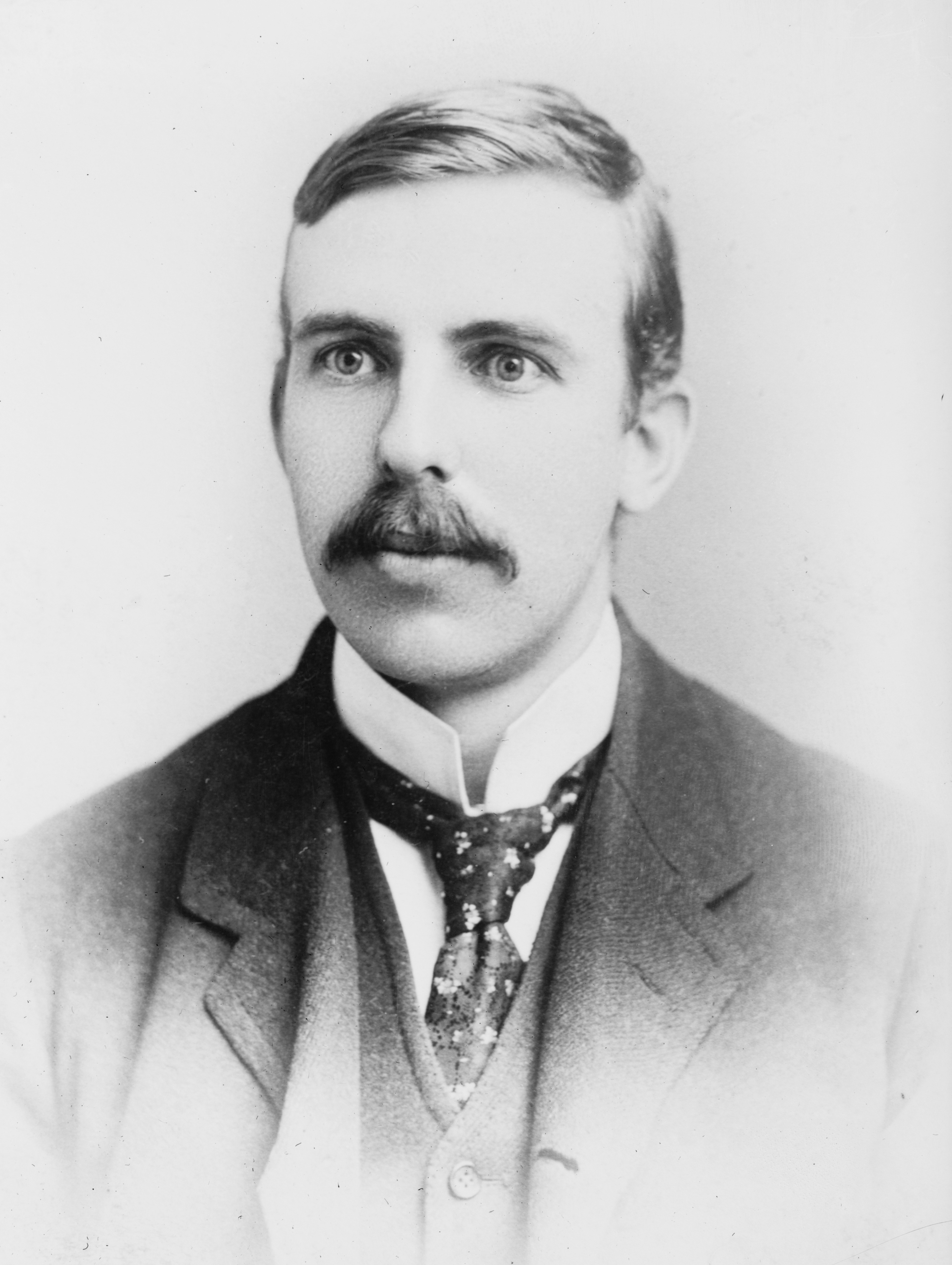
Ernest Rutherford (1871-1937) el 1908.

El 1898 el científic britànic Ernest Rutherford (1871-1937), quan treballava a Universitat McGill de Mont-real (Quebec), utilitzà un electròmetre per mesurar un corrent elèctric creat per la radiació que Antoine Henri Becquerel (1852–1908) havia descobert feia dos anys a una sal d'urani. Estengué una capa uniforme d'una sal d’urani i urani metàl·lic damunt una placa A de zinc, i els raigs emesos ionitzaven el gas entre aquesta placa A i una altra B. La quantitat d’ionització la mesurava pel “corrent de saturació” rebut a B quan la diferència de potencial entre A i B és prou gran per treure tots els ions a les plaques abans que poguessin recombinar-se. Després, Rutherford procedí a cobrir l’urani amb làmines d’alumini de diversos gruixos i a mesurar el corrent mitjançant l'electròmetre. Becquerel ja havia conclòs, el 30 de març de 1896, que la radiació d'urani consistia en raigs absorbits de manera desigual, és a dir, que la radiació d'urani estava formada per dues o més parts diferenciades. Però amb la seva tècnica de plaques fotogràfiques, no pogué anar més lluny. Rutherford trobà que hi havia almenys dos "raigs" diferents emesos per l'urani i els anomenà α i β.

El 1911 el químic alemany Otto Hahn (1879–1968) i la física austríaca Lise Meitner (1878–1968) observaren que la desintegració β semblava violar el principi de conservació de l'energia i del moment lineal.

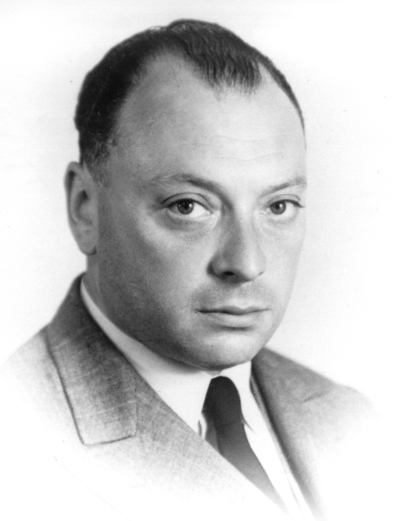
Wolfgang Pauli (1900–1958)

El 1913, de forma independent, el químic anglès Frederick Soddy (1877–1956) y el físicoquímic polonès Kasimir Fajans (1887–1975), arribaren a la conclusió que el nucli atòmic que emet una partícula β– es transforma en un nucli d'un element químic diferent, de nombre atòmic una unitat superior, fet contrari a la immutabilitat dels àtoms que s'acceptava des de la teoria atòmica de l'anglès John Dalton (1766–1844) publicada el 1808.
James Chadwick (1891–1974) observà el 1914 que l'espectre energètic a les emissions β era continu mentre que els espectres α i γ eren discrets. Per altra banda hi havia el problema de les estadístiques aparentment equivocades del nitrogen. Hom ha de tenir en compte que les úniques partícules elementals conegudes en aquell moment eren: electró, protó i fotó. Se suposava que els electrons eren presents al nucli i participar en la unió nuclear. Així, el nitrogen amb A = 14 i la càrrega elèctrica 7 haurien de constar de 14 protons i 7 electrons, per tant haurien d’obeir l'estadística de Fermi-Dirac, contràriament a l'observació.

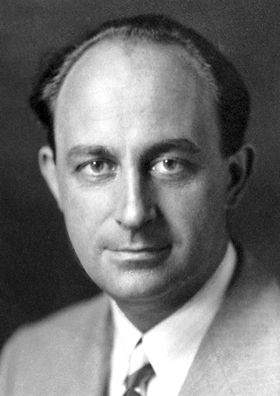
Enrico Fermi (1901–1954)

El físic austríac Wolfgang Pauli (1900–1958), en una famosa carta datada el 4 de desembre de 1930 als seus amics de la Universitat de Tübingen formulà la hipòtesi del neutrí. Segons Pauli havia d'existir una partícula amb molt poca massa i sense càrrega elèctrica per explicar la distribució contínua d'energia dels electrons emesos en la desintegració β. Només amb l'emissió d’una tercera partícula es podia conservar el moment lineal i l'energia. El 1932 Chadwich descobrí el neutró, el segon constituent del nucli atòmic. En el 7è Congrés Solvay, celebrat a Brussel·les, Bèlgica, el 1933, Pauli realitzà una breu contribució presentant la seva idea de com resoldre el trencaclosques de la desintegració β. Fou la presentació pública del neutrí.
El físic italià Enrico Fermi (1901–1954) recollí la idea de Pauli i formulà, en només dos mesos, una teoria quàntica de la desintegració β considerant que electrons i neutrins no estaven presents al nucli atòmic sinó que es formaven durant el procés d'emissió beta. La carta de Fermi enviada a la revista Nature fou rebutjada a causa d’especulacions abstractes massa allunyades de la realitat física per ser d’interès per als lectors. Fermi la publicà a dues revistes italianes, el 1933 a Ricerca Scientifica i el 1934 a Il Nuovo Cimento, de poca repercussió internacional. Després aconseguí publicar-la el 1934 a la revista alemanya Zeitschrift für Physik sota el títol «Versuch einer Theorie der β-Strahlen». La teoria planteja quatre fermions (partícules amb espín fraccionari) que interactuen directament entre si. Aquesta interacció explica la desintegració β d’un neutró mitjançant l’acoblament directe d’un neutró amb un electró, un neutrí (més tard es determinà que era un antineutrí) i un protó. Però la naturalesa de la interacció que dona lloc a la desintegració beta era desconeguda en el temps de Fermi.
El mateix any 1934 els físics alemanys Hans Bethe (1906–2005) i Rudolf Peierls (1907–1995) determinaren que els neutrins podien detectar-se gràcies a la seva interacció amb els protons que produeixen neutrons i positrons. La detecció no fou possible fins a un experiment realitzat el 1956 pels científics estatunidencs Clyde L. Cowan (1919–1974) i Frederick Reines (1918–1998).
L'any 1934 Frédéric Joliot (1900–1958) i Irène Curie (1897–1956) bombardejaren alumini amb partícules alfa aconseguint sintetitzar l'isòtop fòsfor 30 {\displaystyle (\mathrm {~_{13}^{27}Na} +\mathrm {~_{2}^{4}He} \rightarrow \mathrm {~_{15}^{30}P} +\mathrm {~_{0}^{1}n} )} que és inestable, i es desintegra per emissió de positrons en silici 30, estable. Fou el descobriment de l'emissió β+, que no es produeix en els radionúclids naturals.
Els físics japonesos Hideki Yukawa (1907–1981) and Shoichi Sakata (1911–1970) desenvoluparen una teoria el 1935 sobre la possibilitat d'una captura d'electrons de la capa més baixa de l'escorça electrònica per part d'un protó del nucli. Aquesta teoria fou desenvolupada per altres científics i confirmada la captura d'electrons pel físic estatunidenc Luis Walter Álvarez (1911–1988) el 1937.

## Característiques

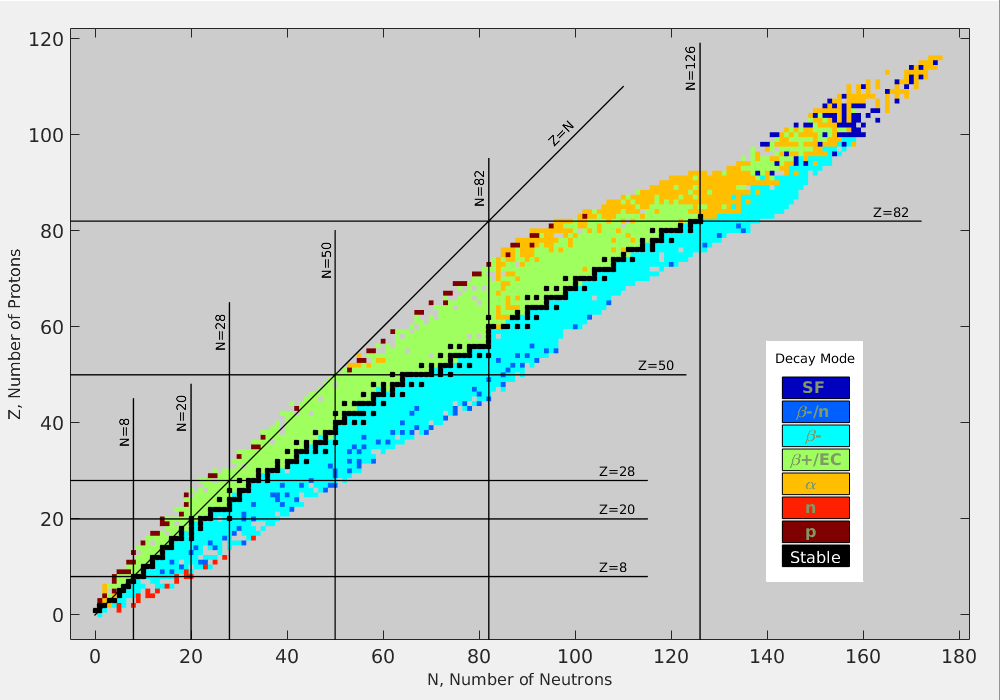
Les desintegracions β^{–} (color cel) la sofreixen nuclis amb excés de neutrons (dreta de la zona en negra de nuclis estables), mentre que les β^{+} i la captura d'electrons (color verd) es donen en nuclis amb manca de neutrons (esquerra de la zona negra).

Les desintegracions β tendeixen a permetre que el nucli inestable s'acosti a la relació òptima neutró/protó, que oscil·la entre 1:1 pel nuclis més lleugers i 5:1 pel nuclis més pesants. Quan hi ha un excés de neutrons respecte dels protons, es produeix una desintegració β–; quan hi ha excés de protons respecte dels neutrons, es produeix una desintegració β+ o una captura d'electrons. Per exemple, l'argent té dos isòtops estables l'argent 107 i l'argent 109, amb una relació neutrons/protons al voltant d'1,3:1. L'isòtop argent 100 té una relació 1,1:1, inferior a l'estable, per la qual cosa es desintegra mitjançant emissió β+. En canvi l'isòtop argent 120 té una relació 1,6:1, superior a l'estable, i es desintegra amb emissió β–. Això no significa que amb una desintegració s'assoleixi l'estabilitat, per la qual cosa sovint se'n requereixen d'altres fins que es forma un núclid estable. Les reaccions dels isòtops d'argent són:
{\displaystyle \mathrm {~_{47}^{100}Ag} \longrightarrow \mathrm {~_{46}^{100}Pd} +\mathrm {e} ^{+}+{\nu }_{e}}{\displaystyle \mathrm {{}_{47}^{120}Ag} \longrightarrow \mathrm {{}_{48}^{120}Cd} +\mathrm {e} ^{-}+{\bar {\nu }}_{e}}

Desintegració β^{–} de l'or 198. El nucli fill, mercuri 198, pot quedar en estat fonamental o en dos estats excitats. En passar a l'estat fonamental s'emeten fotons γ.

En una desintegració β el nucli fill conserva la càrrega elèctrica i el nombre de nucleons (nombre màssic) del nucli pare. El nucli fill en formar-se pot quedar en estat fonamental o en algun estat excitat, en aquest cas passa al fonamental amb emissió d'un fotó de radiació gamma.

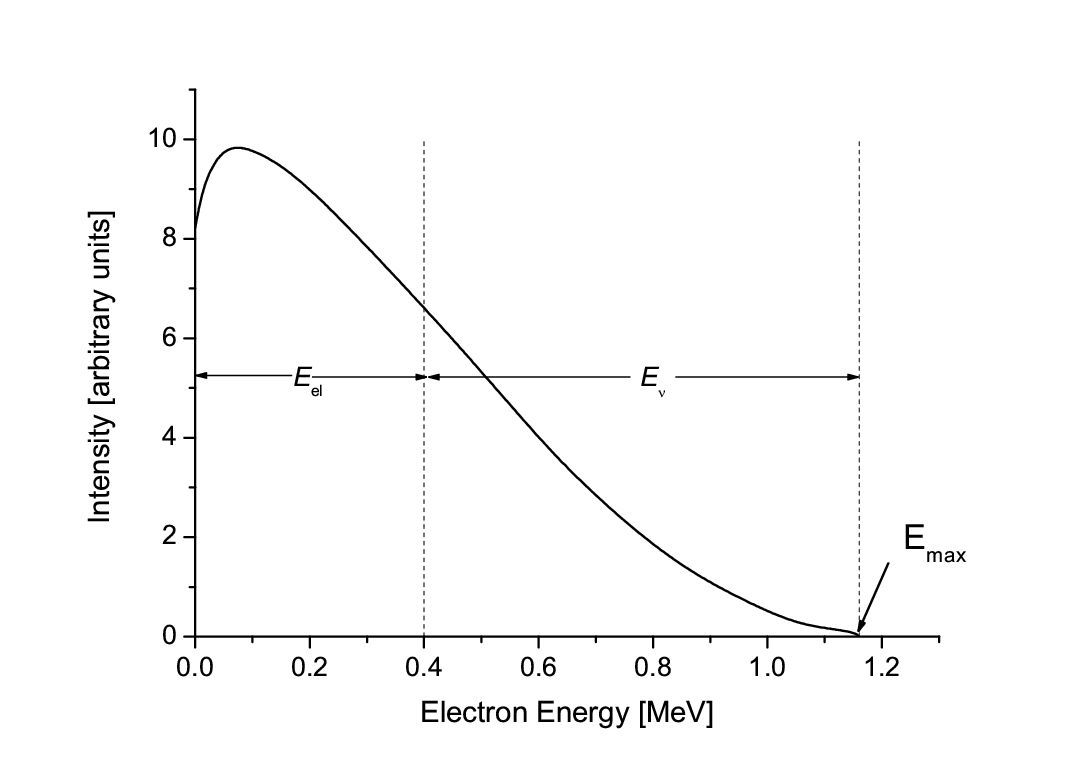
Espectre continu de la desintegració β.

Una de les característiques més interessant de la desintegració β és que els electrons i positrons són emesos en un ampli interval d'energies cinètiques i moments lineals, que van de zero fins al màxim de l'energia total disponible. Hom observa, per tant, un espectre continu d'energies. Com que l'energia queda repartida entre les dues partícules que surten, això és l'electró i l'antineutrí, o el positró i el neutrí, i existeixen infinites possibilitats de repartiment d'aquesta energia entre les dues partícules, s'observen espectres continus. No passa igual en la desintegració α, on només s'emet una partícula α (nucli d'heli) i s'observen espectres discontinus.
És important tenir en compte que els processos de les desintegracions β no impliquen nucleons lliures, sinó que estan units al nucli atòmic. Com que la massa en repòs del neutró (1,675×10–27kg) és lleugerament superior a la massa en repòs del protó (1,673×10−27 kg), la diferència de masses en el procés de desintegració β– produeix energia. La desintegració β– és òbviament exotèrmica. En la desintegració β+, però, un protó es transforma en un neutró. Això requereix energia a causa de les diferències entre les masses en repòs (1,3 MeV), que ve proporcionada per la disminució de la massa del nucli. A més, l'emissió del positró requereix més energia de 0,51 MeV, que també ha de ser proporcionada per la disminució de la massa del nucli. La suma de les dues energies és 1,8 MeV.
La captura d'un electró orbital per un protó al nucli, en el cas de la desintegració β inversa, s'acompanya de l'emissió d'un neutrí. El procés deixa una vacant en el nivell d'energia dels electrons d'on prové l'electró i aquesta vacant s'omple per la caiguda d'un electró de nivell superior amb l'emissió d'un raig X o per l'expulsió d'un electró més extern en un procés anomenat efecte Auger. Al rang mitjà de la taula periòdica, aquells isòtops que són més lleugers que els isòtops més estables, tendeixen al decaïment per captura d'electrons, i els decaïments més pesants ho fan pel decaïment beta negatiu. Un exemple d'aquest patró es veu amb els isòtops d'argent 105 i argent 111, que donen dos isòtops estables, el de massa menor decau per captura d'electrons, i el de massa més pesant decau per emissió β–:
{\displaystyle \mathrm {~_{47}^{105}Ag} \rightarrow \mathrm {~_{46}^{105}Pd} +{\nu }_{e}}{\displaystyle \mathrm {{}_{47}^{111}Ag} \longrightarrow \mathrm {{}_{48}^{111}Cd} +\mathrm {e} ^{-}+{\bar {\nu }}_{e}}

## Teoria de Fermi
Un dels errors prominents del model atòmic de Bohr per als espectres atòmics era, que no es podia predir que una línia espectral fos més brillant que una altra. Des de la teoria quàntica va venir una explicació en termes de funcions d'ona, i per a situacions en què la probabilitat de transició és constant amb el temps, en general s'expressa en una relació anomenada regla d'or de Fermi. En termes conceptuals generals, la taxa de transició depèn de la força d'acoblament entre l'estat inicial i final d'un sistema, i del nombre de formes en què la transició pot ocórrer (és a dir, la densitat d'estats finals). En moltes situacions físiques la probabilitat de transició és de la forma següent:
{\displaystyle \lambda _{if}={\frac {2\pi }{\hbar }}\left\vert M_{if}\right\vert ^{2}\rho _{f}}On:
- {\displaystyle \lambda _{if}} és la probabilitat de transició de l'estat inicial {\displaystyle i} a l'estat final {\displaystyle f}.
- {\displaystyle M_{if}} és l'element matriu de l'acoblament. Una transició procedirà més ràpidament si l'acoblament entre els estats inicial i final és més forta. Aquest terme d'acoblament prové d'una formulació alternativa de la mecànica quàntica en termes de matrius, ideada per Werner Heisenberg, en lloc de les equacions diferencials de l'enfocament d'Erwin Schrödinger. L'element matriu pot ser col·locat en forma d'una integral, on la interacció que provoca la transició, s'expressa com un potencial V, que opera sobre la funció d'ona de l'estat inicial: {\displaystyle M_{if}=\int \Psi _{f}V\Psi _{i}dv}. La probabilitat de transició és proporcional, al quadrat de la integral d'aquesta interacció sobre tot l'espai adequat al problema.
- {\displaystyle \rho _{f}} és la densitat d'estats finals. És bastant comú que l'estat final estigui compost de diversos estats amb la mateixa energia anomenats estats degenerats. Aquesta degeneració s'expressa de vegades com un pes estadístic, que apareix com un factor en la probabilitat de transició. En molts casos hi haurà un continu d'estats finals, de manera que aquesta densitat d'estats finals, s'expressa com una funció de l'energia.

## La interacció feble

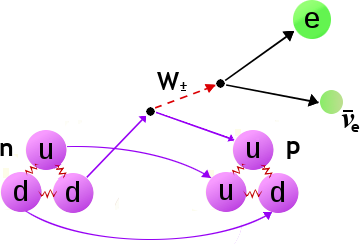
Esquema d'una desintegració β^{–}. Un quark d d'un neutró (udd) emet un bosó W^{±} i es transforma en un quark u i el neutró en un protó (uud). El bosó W^{±} es transforma en una parella electró-antineutrí electrònic.

La desintegració beta es pot explicar per l'acció de la interacció feble, una de les quatre forces fonamentals. La interacció feble implica l'intercanvi dels bosons vectorials intermediaris, el W± i el Z0. Ja que la massa d'aquestes partícules és de l'ordre de 80 GeV, el principi d'incertesa de Heisenberg dicta un rang d'uns 10–18 metres, que és aproximadament el 0,1 % del diàmetre d'un protó.
La interacció feble canvia el sabor d'un quark en un altre. En la desintegració β– un quark d dels tres quarks que constitueixen un neutró (dos d i un u) es transforma en un quark u, de manera que es forma un protó (dos quark u i un de d), alhora que s'emet un bosó W±, que es transforma en una parella electró–antineutrí electrònic. En la desintegració β+ un quark u dels tres quarks que constitueixen un protó (dos u i un d) es transforma en un quark d, de manera que es forma un neutró (dos quark d i un de u), alhora que s'emet un bosó W±, que es transforma en una parella positró–neutrí electrònic, que surten a gran velocitat del nucli en sentits oposats.

## Aplicacions

### Medicina

Tomografia per emissió de positrons emprant el radionúclid fluor 18. A més de l'acumulació normal del traçador al cor, la bufeta, els ronyons i el cervell, les metàstasis hepàtiques d'un tumor colorectal són clarament visibles a la regió abdominal de la imatge.

Els radioisòtops que es desintegren per emissió β s'utilitzen àmpliament en ciència i medicina, especialment en el camp de l'oncologia. La tomografia per emissió de positrons o PET, explota el mecanisme bàsic de la desintegració β+, això és, l'emissió de positrons, i és cada cop més important en el diagnòstic del càncer, l'avaluació de seguiment i la planificació de la radioteràpia. Els radiofàrmacs que emeten partícules β estan trobant aplicacions més àmplies en el tractament del càncer, com ara la radioimmunoteràpia i la teràpia radiofarmacèutica de recerca d'os. Els radioisòtops que emeten partícules β també s'han utilitzat àmpliament en la braquiteràpia vascular i altres aplicacions de braquiteràpia. Molts radioisòtops que pateixen desintegració β generen nuclis fills excitats, que produeixen raigs gamma útils tant per a la braquiteràpia com per a la teleteràpia. Alguns del radioisòtops emissors β emprats són iode 131, itri 90, samari 153, estronci 89 i fòsfor 32, entre d'altres.

### Indústria
Els raigs β tenen una sèrie d'usos importants en els processos industrials. Com que poden passar per alguns materials, s'utilitzen per mesurar el gruix de pel·lícules de material que surt de les línies de producció, com ara paper i film plàstic. Un procés similar verifica la integritat de les costures cosides en tèxtils. En una altra aplicació, el gruix de diversos recobriments, com ara pintures, es pot deduir de la quantitat de partícules β escampades des d'aquesta superfície.

### Traçadors
Els radioisòtops s'utilitzen habitualment com a traçadors en la investigació química i biològica. Sintetitzant molècules que contenen un àtom radioactiu, es pot seguir el camí i el destí d'aquest tipus de molècula en una reacció o procés metabòlic concret mitjançant el seguiment del senyal radioactiu de l'isòtop. Un radioisòtop utilitzat per a aquest procés és el carboni 14 que es pot inserir en molècules orgàniques o biològiques i seguit del seu senyal de radiació beta.
El carboni 14 és produït principalment pel bombardeig del nitrogen atmosfèric amb raigs còsmics (és a dir, és un radionúclid cosmogènic). El ¹⁴CO₂ resultant impregna l'atmosfera i la biosfera. La relació ¹⁴C/12C en qualsevol organisme viu reflecteix la relació atmosfèrica en aquell moment i comença a disminuir tan bon punt l'organisme mor i ja no incorpora més ¹⁴C. La datació precisa per radiocarboni està limitada a uns 50 000 anys a causa de la seva semivida de 5 730 anys.

## Efectes sobre la salut

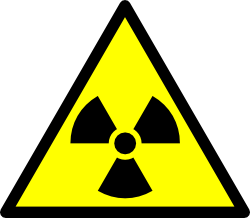
Símbol de perill radioactiu.

Les partícules β són molt més lleugeres i molt més penetrants que les partícules α. El seu poder de penetració depèn de la seva energia. Alguns, com les emeses pel triti, tenen molt poca energia i no poden passar per la capa exterior de pell morta. Tanmateix la majoria tenen prou energia per passar a través de la capa exterior morta de la pell d'una persona i irradiar el teixit viu que hi ha a sota. També és possible una exposició interna, des de dins del cos, si el radionúclid emissor de radiació β s'introdueix al cos. Una partícula β perd la seva energia excitant i ionitzant àtoms al llarg del seu camí. Quan s'esgota tota la seva energia cinètica, una partícula β– (un electró) es converteix en un electró normal i no té més efecte sobre el cos. Una partícula β+ (positró) xoca amb un electró negatiu proper, i aquest parell d'electró-positró (partícula-antipartícula) es converteix en un parell de raigs γ anomenats radiació d'aniquilació, que poden interactuar amb altres molècules del cos.

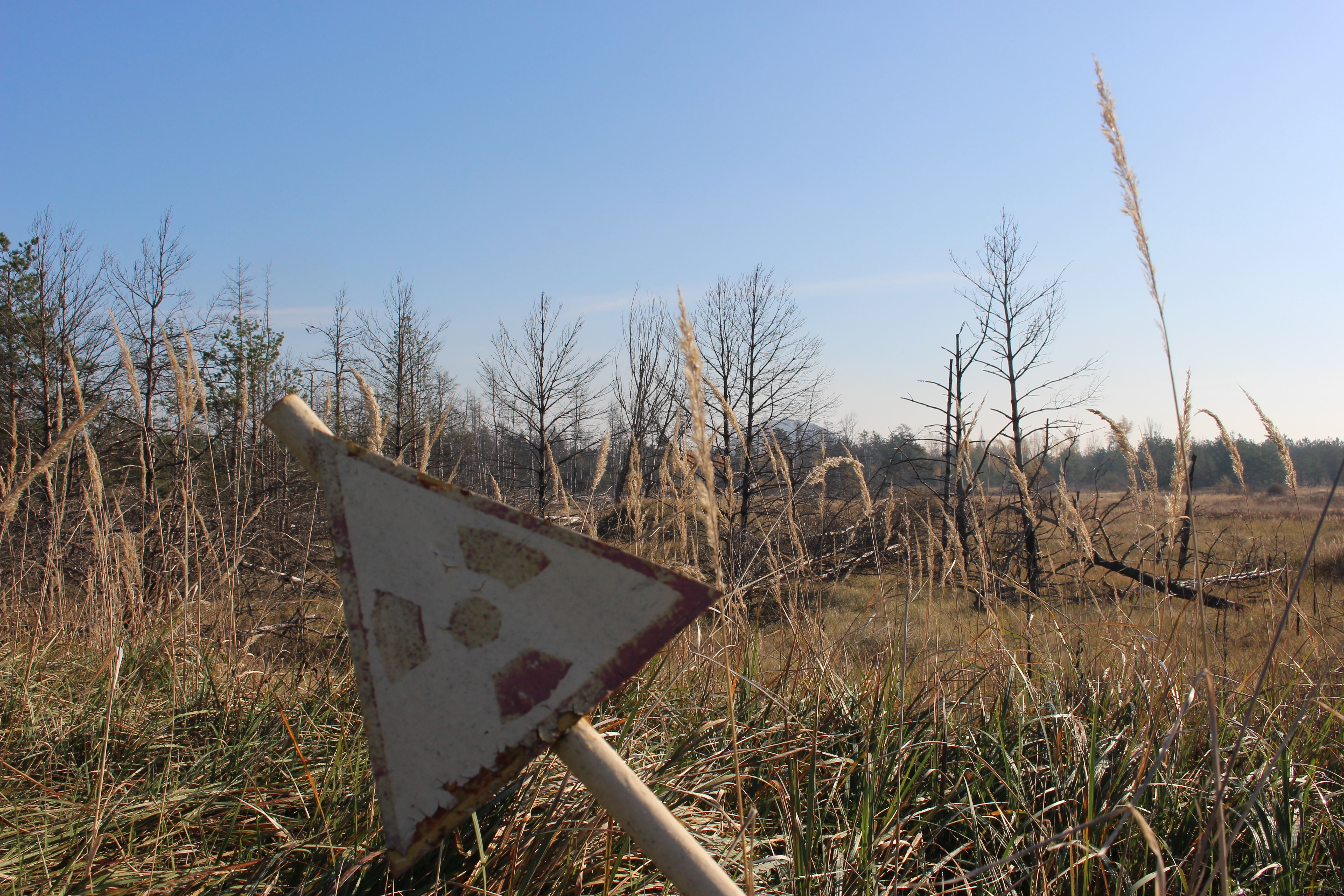
Zona d'exclusió al voltant de la central nuclear de Txornòbil després de l'accident de 1986.

Per altra banda després de l'emissió β es forma un nucli en estat excitat que passa al seu estat fonamental amb emissió d'un fotó de radiació γ d'alta energia. D'aquesta manera, no és possible separar els efectes de la radiació β i la radiació γ. també s'ha de considerar que el nucli format, en l'estat fonamental, sovint encara no és estable i segueix desintegrant-se per emissió de radiació α o β, acompanyada de la radiació γ.

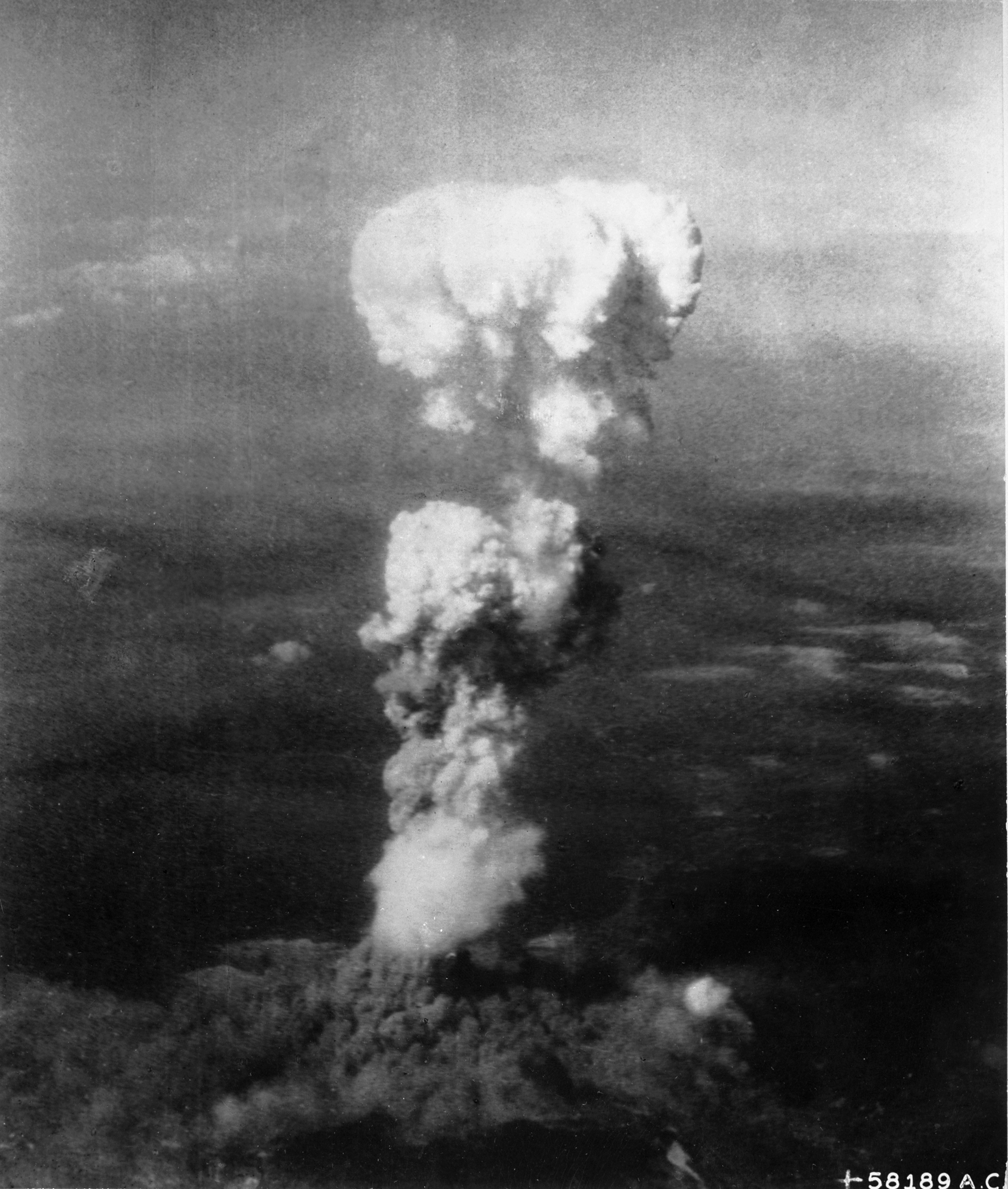
Explosió de la primera bomba atòmica sobre Hiroshima, Japó, el 1945.

L'exposició a quantitats altes de radiació ionitzant (α, β i γ) pot produir efectes com ara cremades de la pell, caiguda dels cabells, defectes de naixement, càncer, retard mental i la mort. La dosi determina si un efecte es manifesta i amb quina severitat. La manifestació d'efectes com cremades de la pell, caiguda dels cabells, esterilitat, nàusea i cataractes requereix que s'exposi a una dosi mínima (la dosi llindar). Si augmenta la dosi per sobre de la dosi llindar, l'efecte és més greu. En grups de persones exposades a dosis baixes de radiació als accidents de Three Mile Island (1979) i de Txornòbil (1986) s'ha observat un augment de la pressió psicològica. També s'ha documentat alteració de les facultats mentals (síndrome del sistema nerviós central) en persones exposades a milers de ràdios de radiació ionitzant.
Es diu que la radiació ionitzant és carcinogènica perquè pot augmentar la probabilitat que desenvolupi càncer. Com més alta sigui la dosi, més alta és la probabilitat de desenvolupar càncer. Els científics basen les normes d'exposició a radiació en la suposició que qualsevol dosi de radiació, no importa com de petita, té una certa probabilitat de produir càncer. Això es coneix com una relació de dosi a resposta amb «llindar zero.» Els tipus de càncer produïts per la radiació són indistingibles d'aquells produïts per altres causes, de manera que mai no es pot eliminar la radiació com a causa d'un càncer específic. Per determinar quina probabilitat té una dosi de radiació de produir càncer, els científics mesuren la dosi de radiació a què s'ha exposat un grup de gent, per exemple els supervivents de les bombes atòmiques al Japó llançades el 1945. Després comparen la taxa de càncer (el període d'observació per al càncer s'estén sobre dècades) al grup exposat a la d'un grup similar de gent no exposada. També consideren factors com l'edat, el sexe i el temps transcorregut des que l'exposició va acabar. Finalment, calculen els factors de risc per als diversos tipus de càncer. L'ús d'aquests factors fa possible estimar la probabilitat que una dosi de radiació produeixi càncer. Encara que se suposa un llindar de zero, els investigadors no han observat una taxa elevada de càncer al grup de japonesos exposats a una dosi de radiació menor de (0,2 Gy o 0,2 J/kg). En persones exposades a dosis de radiació més baixes que 0,1 a 0,4 Gy no s'han observat augments de la taxa de cap tipus de leucèmia.